# Ramaria safraniolens
Ramaria safraniolens är en svampart som tillhör divisionen basidiesvampar, och som beskrevs av Christian. Ramaria safraniolens ingår i släktet Ramaria, och familjen Ramariaceae. Arten är reproducerande i Sverige.